# Konstantín Stanislavski
Konstantín Serguéievitx Stanislavski (rus: Константи́н Серге́евич Станисла́вский; Moscou, 17 de gener del 1863 - Moscou, 7 d'agost del 1938) va ser un actor i director de teatre rus. És internacionalment reconegut pel sistema Stanislavski de formació i preparació d'actors.
Al llarg de la seva vida, Stanislavski va subjectar la seva pròpia actuació com a actor dins un procés de reflexió i autoanàlisi rigorosa. El treball de Stanislavski va ser important en el desenvolupament del realisme socialista a la Unió Soviètica com també ho va ser en el realisme en el teatre dels Estats Units. Ell mateix va descriure el seu enfocament en el teatre com a realisme espiritual.
Stanislavski va escriure diversos llibres, incloent-hi L'actor es prepara, El treball de l'actor en el paper, i la seva autobiografia, La meva vida en l'art.

## Biografia
Va créixer dins una de les famílies més riques de Rússia, els Alekséiev. El seu nom originari era Konstantín Serguéievitx Alekséiev —«Stanislavski» va ser el seu nom en els escenaris, que va adoptar l'any 1884 per tal de mantenir les seves activitats en secret davant dels seus pares, ja que a Rússia l'estatus d'actor pertanyia tradicionalment a la classe baixa.
Stanislavski neix quan s'està produint una explosió de l'activitat artística. En la llar Alekséiev, circulaven representants de la cultura russa: Pável Tretiakov, fundador de la galeria nacional d'art; Savva Màmontov, cèlebre mecenes, fundador d'un teatre líric privat; el gran industrial Savva Morózov, «amateur» que va prestar una enorme ajuda material en el moment de construir-se el teatre de Moscou. La veritable passió de la família era el teatre; des del circ al Teatre Bolxoi.
Als set anys, fa la seva primera escenificació en una sèrie de Quadre viu, organitzat per la seva governanta en commemoració de l'aniversari de la seva mare.
El 1877, als catorze anys, el pare de Stanislavski, en resposta al gust dels seus fills pel teatre, transforma un graner de la seva casa de camp a Liubímovka als afores de Moscou, en una petita sala de teatre.
Al setembre del mateix any, la família forma la companyia de teatre amateur, l'anomenat Cercle de Alekséiev, format per germans, cosins i alguns amics, on Stanislavski fa el seu debut com a actor. Allí interpreten operetes russes i vodevils, que eren posats en escenes còmiques, dirigides per tutors. La primera presentació és dirigida pel matemàtic i actor aficionat, Lvov, el qual va inculcar en el seu pupil la passió pel teatre.
Stanislavski participa en produccions semiprofesionales amb membres del Teatre Maly, aprenent sobre actuació amb ells. El Teatre Maly, que anomenava la seva ‘universitat’, abraçava les idees de veracitat i de l'actuació molt natural, articulades per l'actor Mijaíl Schepkin. Aquest teatre exerceix una influència en el desenvolupament del sistema de Stanislavski.
Entre 1877 i 1906, inicia la seva cerca sobre l'activitat de l'actor i sobre el personatge. Amb tot just catorze anys comença a registrar en un quadern, les seves impressions, analitzant les seves dificultats i esbossant solucions. Contínua aquesta pràctica durant tota la seva vida, per la qual cosa aquests quaderns abasten seixanta-un anys de la seva activitat.
Més tard, una de les habitacions més grans de la casa de Moscou dels Alekséiev és convertida en teatre. En ella, Stanislavski, els seus germans i germanes posen en escena, entre altres coses, l'estrena russa de Gilbert i Sullivan, The Mikado. Les produccions generalment rebien crítica favorable en la premsa.
El 1881, comença a treballar en els negocis del seu pare, però no deixa de perseguir els seus interessos. Moscou, en aquells dies, era un gran centre musical, amb artistes del nivell de Txaikovski. Stanislavski decideix ser un cantant d'òpera prenent classes de Fiódor Komissarzhevski, cantant del Teatre Bolxoi. Aviat abandona els estudis de cant per un problema en la veu, però manté la seva passió per la música durant la seva carrera, posteriorment dirigint òpera i ensenyant el seu sistema als cantants d'òpera. Stanislavski va prestar especial interés a l'actuació del Teatre Maly de Moscou, la llar del realisme teatral a Rússia. El realisme psicològic va ser desenvolupat allà per Aleksandr Puixkin, Nikolai Gògol i Mikhaïl Sxepkin.

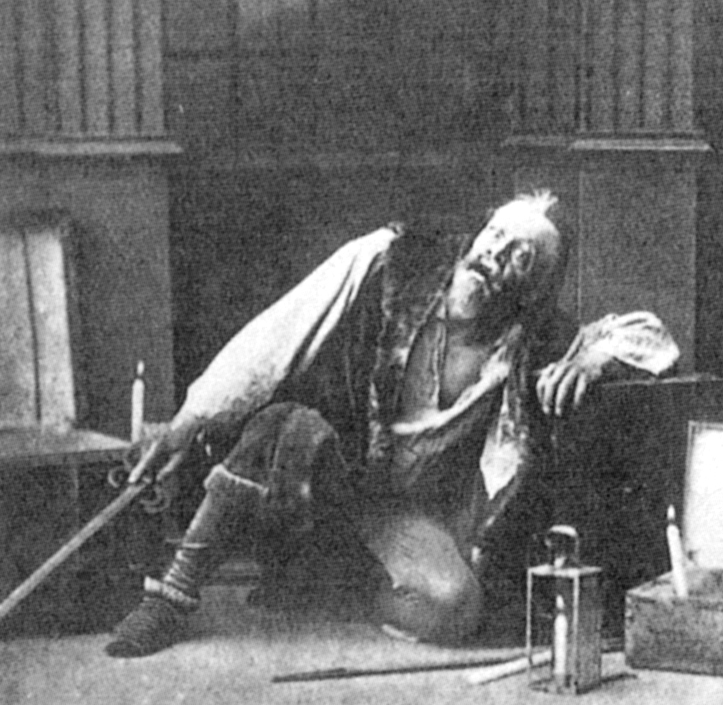
Stanislavski com a actor l'any 1888

El 1885, buscant ser un actor professional, va a l'escola de Teatre de Moscou, però la deixa després de tres setmanes, decebut amb el nivell de formació que oferia la institució. Per a ell tot el que ensenyaven es reduïa a imitar els vells trucs d'actuació.
Per a ell, ningú semblava capaç de definir la naturalesa del procés d'actuació. L'abril de 1885, escriu en el seu diari una gramàtica de l'actuació.
El 1888, visita el Conservatori de París per a veure com s'ensenyava allà. En aquest viatge coneix a un actor polonès a punt de retirar-se anomenat Stanislavski, el nom del qual va adoptar per a treballar sota aquest pseudònim, i poder realitzar els seus experiments teatrals amb major llibertat.

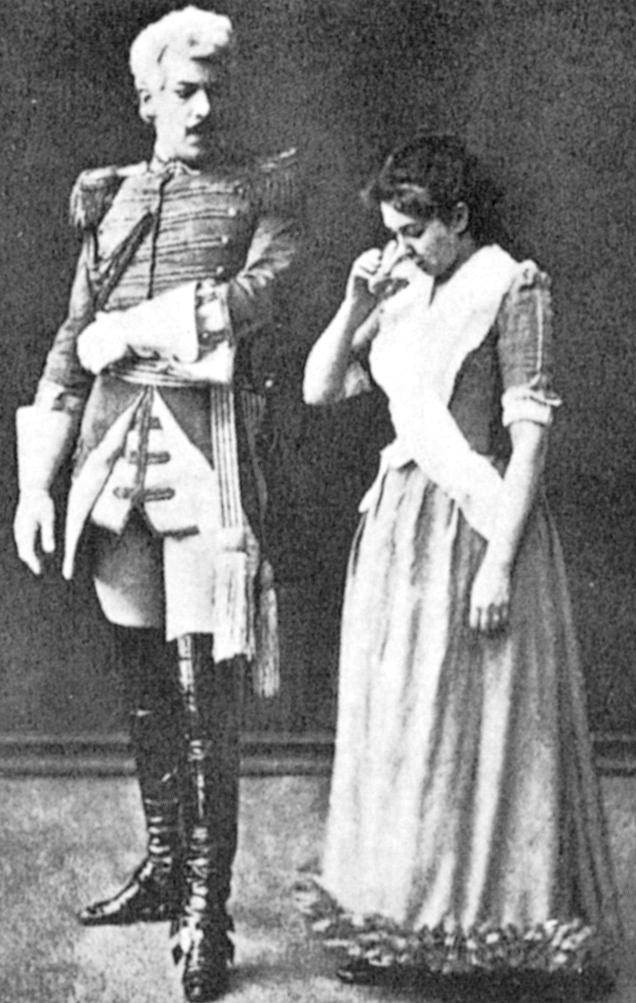
Stanislavski amb la seva futura esposa María Lílina, actuant com Ferdinand i Louise en la Societat d'Arts i Lletres i de la producció de literatura d'Intriga i Amor de Schiller el 1889.

El mateix any, coneix a María Petrovna Perevóstxikova (que actuava sota el pseudònim de María Lílina, en rus Мария Лилина), en l'escenificació d'una comèdia per a recaptar fons per a caritat. Un any després es casen. Ella va ser la seva esposa per tota la vida, donant-li suport en el desenvolupament del seu treball.

### Societat d'Arts i Lletres
De tornada a Moscou, cofunda la Societat d'Arts i Lletres i és nomenat el seu director. Es tractava d'una agrupació professional sense teatre propi, l'objectiu del qual era reunir professionals dels diferents camps de l'art i presentar regularment espectacles per als socis, oferint-los un repertori d'una qualitat superior al que era habitual en el teatre rus de finals del segle xix. La Societat li dóna l'oportunitat de treballar amb directors i actors que havien estat entrenats a l'escola realista del Teatre Maly, especialment Glikeria Fedótova que havia estat pupil·la de Mijaíl Schepkin, i del seu marit Aleksandr Fedótov. Stanislavski es despulla de tots els clixés, els trucs teatrals falsos, basant la seva actuació en l'observació de la vida real, en el comportament real, no teatral. És a partir de Fedótov, també, que Stanislavski aprèn el concepte del teatre popular, aquell que porta el millor del repertori de les masses a preus assequibles. Això es va convertir en un dels objectius fonamentals del futur Teatre d'Art.

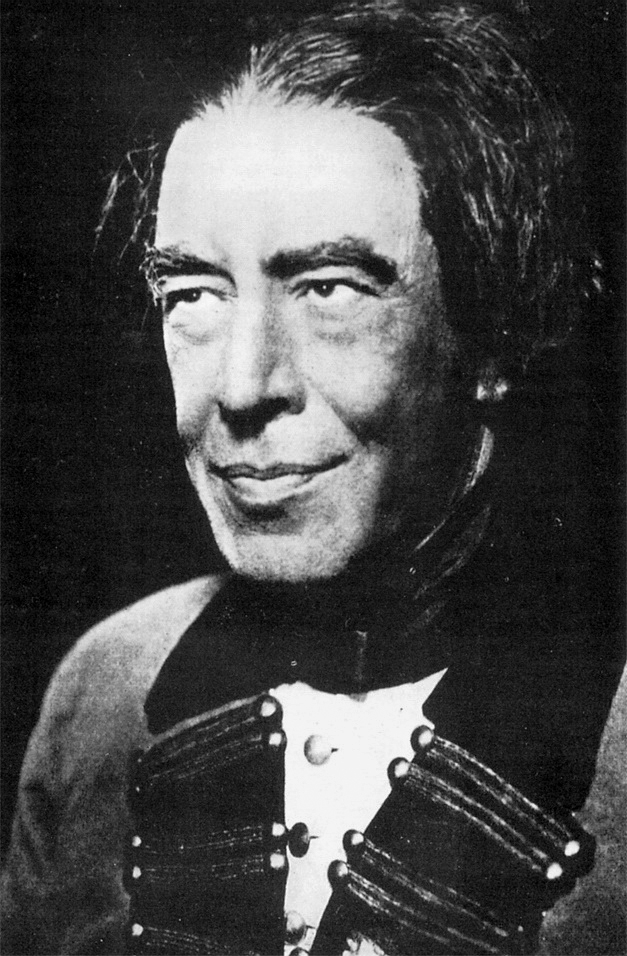
Stanislavski en La locandiera de Goldoni.

Stanislavski subsidia la Societat amb la seva pròpia fortuna personal. Actua en clàssics com el del dramaturg francès Molière, Georges Dandin, i de l'escriptor romàntic rus Aleksandr Puixkin, L'avar cavaller, guanyant una valuosa experiència en l'actuació i en la direcció de professionals experimentats que van estar involucrats amb la Societat.
Una influència significativa en la manera com Stanislavski pensava sobre el teatre és la famosa companyia d'actuació Duc de Saxe-Meiningen, que en una gira el 1885 es presenta a Moscou portant un nou tipus de teatre. En la segona gira, el 1889, Stanislavski no perd un sol espectacle. La companyia representa clàssics, com Shakespeare i Schiller, amb rigor històric meticulós en el que diu respecte a l'escenari, indumentària, diferent del que oferia la majoria de les sales de teatre. Els mètodes del director de la companyia, Ludwig Chronegk inspiren Stanislavski, i el 1892 duu a terme la seva primera gran producció en la Societat d'Arts i Lletres —una nova obra de Lleó Tolstói, Els fruits de la il·lustració—. A més de dirigir, actua un nombre de papers importants en els anys següents, incloent els papers principals a Otel·lo de Shakespeare i a Uriel da Costa, obra de Karl Gutskov sobre la comunitat jueva del segle xvii. Stanislavski ja era un dels principals actors i directors de la seva generació.
El 1897, la Societat d'Arts i Lletres gaudeix de gran reputació per la creativitat en l'enfocament i pel realisme de les seves produccions. Era constantment comparada al Teatre Maly. Stanislavski decideix que havia arribat el temps per a crear una companyia professional.

### Teatre d'Art de Moscou
Mentre feia plans per a la seva nova companyia, en la primavera de 1897 és convidat a una reunió per Vladímir Nemiróvitx-Dàntxenko, un respectat dramaturg i director escènic que estava al capdavant de l'escola teatral en la Societat Filharmònica de Moscou, agrupació de característiques similars a la que dirigia Stanislavski. De la trobada, a Moscou amb Nemiróvich-Dàntxenko surten a la llum les bases de la reforma teatral russa del 1900 que durarà fins a la mort de Stanislavski en el 1938.
La reunió va tenir lloc en el restaurant moscovita Basar Eslau i va durar catorze hores, donant com a resultat la unió de les dues agrupacions en una sola, codirigida per tots dos directors i que ostentaria el nom de Teatre d'Art de Moscou Assequible per a Tots nom inicial. Al costat de Nemiróvich-Dàntxenko va fundar en el 1898 el Teatre d'Art de Moscou i durant els anys de la seva carrera intervé activament en debats sobre el teatre i va escriure nombrosos comentaris als treballs i obres que es ficaven en escena.
Nemiróvich-Dàntxenko comparteix la insatisfacció de Stanislavski amb l'estat del teatre rus. Tots dos rebutjaven el teatre de l'època i volien crear un nou tipus de teatre, amb un nivell alt d'actuació i producció. Volien que fora un teatre popular, amb els preus de bitllets assequibles. L'objectiu era que el teatre fos també una eina d'educació. Els dos homes arriben a conclusions idèntiques sobre les reformes que eren necessàries per a fundar un teatre d'alta categoria: és primordial la importància de l'elecció del repartiment d'actors que, a més de sensibilitat, demostrin una norma de vida i una serietat de propòsits nobles i dignes; el teatre ha d'oferir condicions i comoditat per a major benestar dels actors, perquè pensaven que aquell que es dedica al teatre ha de ser un exemple d'higiene mental i física.
Anys després, Stanislavski va definir els pressupostos teòrics de la nova companyia de la següent manera: «El nostre programa era revolucionari; ens rebel·lem contra l'antic estil interpretatiu, l'afectació i el fals patetisme, contra la declamació i l'exageració bohèmia, contra l'erroni convencionalisme en la posada en escena i en els decorats, contra l'star-system, que arruïna el conjunt, i la mediocritat del repertori».
Stanislavski pretenia elevar el nivell de l'en la seva majoria superficial i xaró teatre rus, i eliminar mals hàbits fortament arrelats en els actors i elevar la seva dignitat professional. Per a això va decidir augmentar el nombre d'assajos i reduir el d'estrenes, que en algunes companyies arribaven a trenta-cinc en una sola temporada.

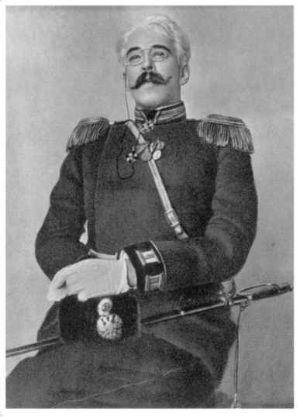
Stanislavski a Les tres germanes d'Antón Chéjov, en el rol de Vershinin.

Entre octubre de 1898 i desembre de 1899, el Teatre d'Art estrena divuit muntatges. Si el primer espectacle (El tsar Fiódor Ioánnovitx, sobre Teodor I de Rússia, de Tolstoi) li assegura a la companyia un públic incondicional, el vuitè (La gavina d'Antón Chéjov), estrenat el 17 de desembre de 1898, li permet adquirir el sentit de la seva identitat i un estil de conjunt.
L'espectacle és assajat durant vuitanta hores i va tenir tres assajos generals: un temps sense precedents per a una obra amb tan pocs personatges. La posada en escena de La gavina té un gran èxit durant l'estrena i davant la crítica teatral però va resultar ser un fracàs en termes econòmics. En la temporada 1898/1899, l'espectacle es va representar dinou vegades; en les següents tres temporades, tretze vegades. Va ser reposat el 1905, amb onze funcions, i va desaparèixer de la cartellera del Teatre d'Art fins a un nou muntatge (1960). No obstant això, el treball en la posada en escena de La gavina el va conduir a Stanislavski al descobriment del concepte de subtext.
A partir de la primera temporada, excepte estranyes ocasions, el favor del públic i de la crítica van acompanyar a les produccions de Stanislavski i Nemiróvich-Dàntxenko, que van posar en escena, entre altres, obres de Shakespeare, Ibsen, Gorki, Txékhov, Turguénev, Tolstoi, Molière, Goldoni, Hauptmann, Gógol, Maeterlinck. A més de dirigir Stanislavski va interpretar entre altres personatges a Vershinin (Les tres germanes), Ástrov (L'oncle Vània), doctor Stockmann (Un enemic del poble), Argan (El malalt imaginari), Rakitin (Un mes en el camp), Juli Cèsar i Otel·lo.
Stanislavski ara havia aconseguit un domini tècnic que li va permetre jugar una àmplia gamma de funcions. La seva habilitat com a director i la seva habilitat per a trobar solucions imaginatives als problemes de la posada en escena era inigualable.
María Lílina, la dona de Stanislavski, va realitzar moltes actuacions en el Teatre d'Art de Moscou i era també una actriu molt aclamada, a més de participar en les recerques d'actuació de Stanislavski. Altres figures importants del Teatre d'Art de Moscou són Olga Knipper, que es va casar amb Anton Txékhov el 1901, i Vsévolod Meierhold, l'únic deixeble reconegut per Stanislavski, (la qual cosa declara com el seu successor en tot), que es converteix en el director líder de l'avant-garde del període de revolució a Rússia.

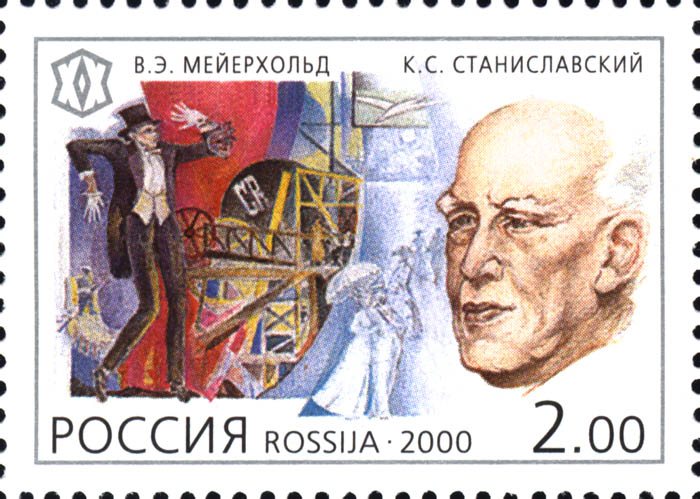
Estampeta russa commemorativa dedicada a Stanislavski i Vsévolod Meierhold

### Després de la creació del sistema Stanislavski
Paral·lelament al seu treball com a director i actor, Stanislavski va dur a terme una importantíssima labor com a pedagog, creant l'anomenat mètode de les accions físiques, conegut també com a sistema Stanislavski. La llavor del sistema de Stanislavski sorgeix d'una crisi personal del director i autor. El 1906, després de vuit anys d'esforç creatiu sense treva, la mort de Txékhov i el suïcidi del seu amic pròxim, Savva Morózov, patró del Teatre d'Art de Moscou, després del fracàs de la revolució de 1905, Stanislavski deixa de sentir-se creatiu com a actor. Sentia que s'havia convertit en mecànic, una pela buida, basant-se en la tècnica externa, però sense sentiment intern real i, sense sentiment, l'actor no té res essencial per a comunicar a l'espectador.
L'estiu de 1906, se'n va de vacances a Finlàndia i porta tots els seus quaderns amb anotacions i els utilitza per a escriure un projecte de manual d'actuació. El manual que vindria a ser el sistema era una anàlisi de la pràctica, per la qual cosa Stanislavski havia observat en els grans actors i també en les seves pròpies actuacions, principalment en els seus fracassos. El Sistema Stanislavski consisteix bàsicament a fer que l'actor experimenti durant l'execució del paper emocions semblants, semblants a les que experimenta el personatge interpretat; per a això es recorre a exercicis que estimulen la imaginació, la capacitat d'improvisació, la relaxació muscular, la resposta immediata a una situació imprevista, la reproducció d'emocions experimentades en el passat, la claredat en l'emissió verbal, etc. El seu mètode per a la formació de l'actor es basava sobre el profondimiento psicològic del personatge i sobre la cerca d'afinitats entre el món interior del personatge i aquell de l'actor. Els resultats dels seus estudis van ser compilats en uns quants volums.
Les seves noves idees i mètodes no són acceptats immediatament en el Teatre d'Art o en la professió d'actor, en general. Malgrat haver demostrat l'eficàcia del sistema en dues grans produccions, Un mes en el camp (1909) i Hamlet (1911), es va mantenir en gran manera com una figura aïllada.
No obstant això, el 1911, el sistema és declarat com el mètode de treball oficial del Teatre d'Art de Moscou, però això no era més una concessió per a prevenir que Stanislavski abandonés el teatre. Nemiróvich-Dàntxenko era, de fet, hostil a les noves idees de Stanislavski així com els actors que es consideraven professionals establerts i que no necessitaven més formació.
Com a resultat, entre 1912 i 1924, Stanislavski crea una sèrie d'estudis en els quals podia ensenyar els seus mètodes a una generació més jove i més receptiva. El sistema és ensenyat per primera vegada en el First Studio, bàsicament en la forma en què el coneixem avui.
Alumnes de Stanislavski, com Yevgueni Vajtángov, Mijaíl Chéjov i Richard Boleslawski, exercirien una influència considerable en el teatre fora de Rússia, en particular als Estats Units, durant quaranta anys subseqüents.
Després de la Revolució Russa, el Teatre d'Art de Moscou és atacat per l'esquerra com una institució de l'època passada. De 1922 a 1924, el teatre va en gira a París i els Estats Units, on les produccions de Stanislavski tenen un important impacte. És en aquesta època que Richard Boleslawski dóna, amb el permís de Stanislavski, una sèrie de conferències sobre el sistema. A partir de llavors, Boleslawski passa a representar el sistema als Estats Units i entre els seus alumnes està Lee Strasberg.
Al seu retorn, Stanislavski es troba com l'únic responsable pel Teatre d'Art de Moscou, perquè Nemiróvich-Dánchenko estava en una gira que va durar dos anys. Del 1925 al 1927, sota la seva direcció, Stanislavski rellança el Teatre d'Art de Moscou sota els motlles soviètics. Amb produccions que van des de Les noces de Fígaro de Beaumarchais fins al tren blindat 14-69 de Vsévolod Ivànov, així com una mica més controvertit com Els dies dels Turbín adaptat de la novel·la La Guàrdia Blanca de Mikhaïl Bulgàkov. El sistema a aquesta altura s'havia convertit en el mètode de treball del Teatre d'Art i Stanislavski ensenyava a una nova generació d'actors i directors.
En la celebració del 30è aniversari del Teatre d'Art de Moscou, el 1928, Stanislavski sofreix un atac cardíac en l'escenari, la qual cosa efectivament va posar fi a la seva carrera com a actor. Passa dos anys convalescent a Alemanya i França, quan comença a redactar El treball de l'actor sobre si mateix.
Des de l'estiu de 1906 s'havia fet diversos projectes de possibles llibres, provant diversos formats, incloent la novel·la, i els havia abandonat tots. Malgrat haver donat una sèrie de xerrades sobre el sistema per als cantants en l'Estudi de Opera del Teatre entre 1919 i 1922, estava convençut que l'exposició directa de la teoria no era la millor manera d'atreure als actors. Finalment es decideix per un format que semblava més entretingut: com un diari escrit per un estudiant en formació, el relat de les experiències del seu dia a dia.
En aquest temps que passa a l'estranger, es reuneix amb Elizabeth Hapgood, que li havia servit d'intèrpret a Washington durant la gira americana. Ella i el seu marit són els responsables de la traducció i publicació als EUA dels seus llibres.
De tornada a Rússia, el 1933, amb el llibre encara incomplet, Stanislavski treballa gairebé exclusivament a casa, assajant amb actors per a noves produccions, redactant els seus llibres i, a partir de 1935, treballa amb joves actors i directors en l'Estudi d'Òpera del Teatre Bolxoi, on ensenya les seves idees més recents.
Mor l'agost de 1938 després d'haver ensenyat només tres anys dels quatre anys de curs que havia planejat. El treball és finalitzat per ajudants que segueixen les directrius que havien estat previstes.
Va ser nomenat membre de l'Acadèmia de Ciències de Sant Petersburg el 1917 i Artista del Poble el 1936.

## Llegat

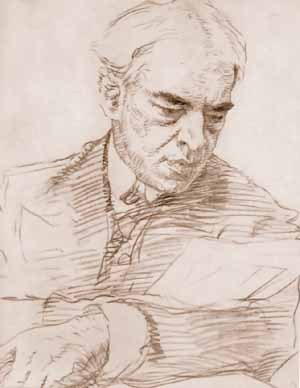
Un retrat de Konstantín Stanislavski per Valentin Serov.

Stanislavski va tenir diferents alumnes durant cada fase del seu sistema d'actuació amb descobriments i experimentació. Dos dels seus antics alumnes, Richard Boleslavsky i Maria Uspénskaia, van fundar l'American Laboratory Theatre el 1925. Un dels seus estudiosos, Lee Strasberg, va ser cofundador del Group Theatre (1931–1940), amb Harold Clurman i Cheryl Crawford, que va ser la primera companyia dels Estats Units a posar en pràctica els seus descobriments inicials. Clurman i Strasberg van tenir una influència profunda en l'actuació a Amèrica del Nord, tant en el teatre com en les pel·lícules, com ho va fer Stella Adler.
Lord Laurence Olivier va deixar escrit que l'obra de Stanislavski La meva vida en l'art «va ser una font de gran il·lustració» de jove.
Sir John Gielgud va dir: «Aquest director va trobar temps per a explicar un miler de coses que sempre havien preocupat els actors i fascinat els estudiosos.»

## Honors i premis
- Orde de Lenin - 1937.
- Orde de la Bandera Roja del Treball - 1938.
- Artista del Poble de l'URSS (arts escèniques), 1936.